# Румяна
Румяна — косметическое средство для наведения румянца на щеках. "Косметическая краска для наведения румянца. Нанести на лицо р. Пользоваться пудрой и румянами". Его наносят в виде пудры или крема. Используется для придания более свежего и молодого вида и/или чтобы подчеркнуть скулы.

## История
Известно, что древние египтяне активно пользовались декоративной косметикой, в частности румянами. На древнеегипетских пиктограммах изображены мужчины и женщины, с накрашенными губами и щеками. Они смешивали жир с красной охрой, чтобы создать состав красного цвета. 
В Древней Греции и мужчины, и женщины румянили лицо. В этих целях использовали измельченную шелковицу, сок красной свеклы, измельченную клубнику или красный амарант для создания пасты. Те, кто пользовался косметикой, считались богатыми, ведь это символизировало статус, потому что косметика была действительно дорогой. 
В Древнем Риме создавали румяна, используя свинец(II,IV) (красный свинец) и киноварь. В наши дни установлено, что эта смесь вызвала рак, слабоумие и, в конечном счете, смерть. 
Румяна, которые использовались для окрашивания губ или щек, в Древнем Китае, как полагают, появились еще во времена династии Шан (16-11 века до нашей эры). Это косметическое средство было приготовлено из экстракта сока листьев красных и синих цветов. Известно также, что люди добавляли такие ингредиенты, как бычья мякоть и поджелудочная железа свиньи, чтобы сделать продукт более плотным. Румяна для лица часто смешивались с пудрой. 
Елизавета I, королева Англии, вернула моду на румяна, всё потому, что у нее был собственный фирменный вид: ярко-рыжие волосы, бледное лицо, высокий лоб и яркие румяна. Однако, в то время как женщины любили косметику (в период с 1500-х по 1700-е годы), косметика наносила вред здоровью, так как многие компоненты были чрезвычайно токсичными. Что касается румян, то токсичные химические вещества были во многих самых популярных смесях, и когда их наносили на губы, что было популярной альтернативой помаде, они действительно могли отравить человека.  
Позднее, во Франции в 1700-х годах, как мужчины, так и женщины экспериментировали не только с осветленным лицом, но и с румянцем.
После Французской революции, которая закончилась в 1799 году, на фоне стольких потрясений и конфликтов, особенно вокруг самых богатых людей Франции, нанесение макияжа стало восприниматься слишком экстравагантным. И вдобавок ко всему, королева Виктория, правившая Соединенным Королевством с 1837 года до своей смерти в 1901 году, объявила, что носить яркий макияж — пошло. Поэтому естественный вид снова был в фаворе, женщины кусали себе губы, чтобы сделать их более розовыми и использовали измельченную свеклу для румян. 

## Состав
В настоящее время румяна обычно состоят из цветного порошка на основе талька, который наносится кистью на щёки.
В качестве красителя обычно используют сафлор красильный, соединение кармина с гидроксидом аммония, розовую воду, а также другие различные красители.
Существуют жидкие румяна, а также румяна на жировой основе.

## Дополнительные факты
- Были времена, когда и мужчины, и женщины использовали румяна (например, Эпоха Регентства).
- В Средние века резко упал спрос на румяна, так как очень бледная кожа стала признаком высокого класса. Люди в то время так серьезно относились к бледности, что регулярно пускали себе кровь с помощью пиявок — чтобы убрать общее покраснение с кожи. В то время как у низших слоёв была красная кожа от работы весь день на улице, высшие классы закрывались в помещении или даже намазывались яичным белком, чтобы добиться максимально бледного цвета лица. Еще одна причина, по которой это было так важно, заключалась в том, что сильно нарумяненные щеки ассоциировались с проститутками[3].
- В Викторианскую эпоху, когда нанесение косметических средств ассоциировалось с низкой моралью, дамы щипали свои щёки (и кусали свои губы) чтобы сделать их румяными.
- Слово «румяна» в русском языке употребляется только во множественном числе (как и слово «чернила», к примеру).